# Sally Matthews (beeldhouwer)

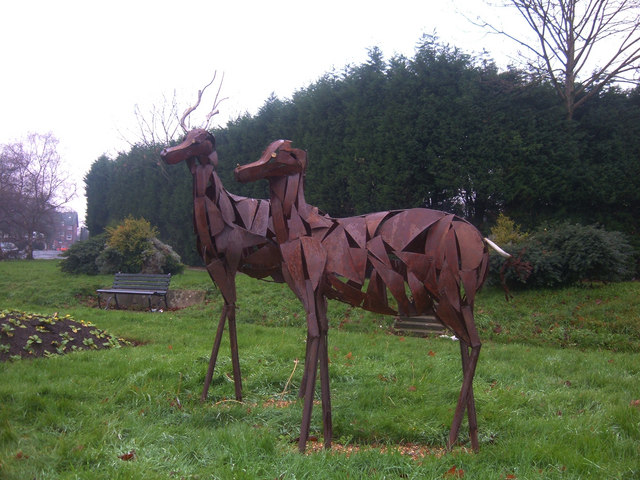
Stag and Doe, Tadcaster

Sally Matthews (Tamworth (Staffordshire), 1964) is een Engelse beeldhouwster.

## Leven en werk
Matthews studeerde van 1981 tot 1982 aan het Loughborough College of Art and Design en vervolgde haar studie van 1983 tot 1986 aan het Department of Sculpture. Aansluitend aan haar studie maakte zij tussen 1986 en 1989 haar eerste werk van voorhanden materiaal voor de openbare ruimte in Grizedale Forest. Dat deze kunstwerken op langere termijn zouden vervallen en uiteindelijk verloren zouden gaan, dwong haar tot de beslissing met meer duurzame materialen te werken. Haar keus viel op industriële metaalresten waarvan zij dierfiguren creëerde. Latere sculpturen maakt zij, om de levensduur van de werken te verlengen, van brons. In 1988 reisde zij door India en Thailand. In 1989 en in 1992 kreeg zij de Northern Arts Print Bursary en in 1993 won zij de Prudential Art Award Trophy. Haar werk (schapen, koeien, paarden, ponies, honden, wolven) wordt in de openbare ruimte, in beeldenparken en langs fietstrajecten in heel Engeland en Wales geplaatst.
De kunstenares woont en werkt in Rhosgoch (Anglesey).

## Werken (selectie)
- Wild Boar (1987/89) en Wolves (1993), Grizedale Forest (Lake District)
- Beamish Shorthorns (1989/90), fietstraject Consett naar Sunderland bij Newcastle upon Tyne
- Goats (1992), Riverside in Gateshead
- Six Dogs (1992/93), Collectie Prudential Corporation
- European Bison (1994/95), Tyrebagger Forest in Aberdeen
- Welsh Ponies (1996), Garwnant Forest
- Three Ponies (1996/97), Bilston (West Midlands)
- Red Deer (1999), Garwnant Forest
- Curlew (1999), Cardiff
- Irish Elk (2000), Snibston
- Five Wolves - brons (2000)[1], Cass Sculpture Foundation in Goodwood (West Sussex)
- Wolves (2001), Arte Sella in Borgo Valsugana
- Pony (2002/03), Tyddyn Mon (Anglesey)
- Lincolnshire Reds (2006), bij Lincoln
- Welsh Mountain Pony - brons (2010)[2], Welsh Assembly Government in Llandudno Junction (Conwy)
- Kashmir Goat, Great Orme Visitor Centre

## Fotogalerij

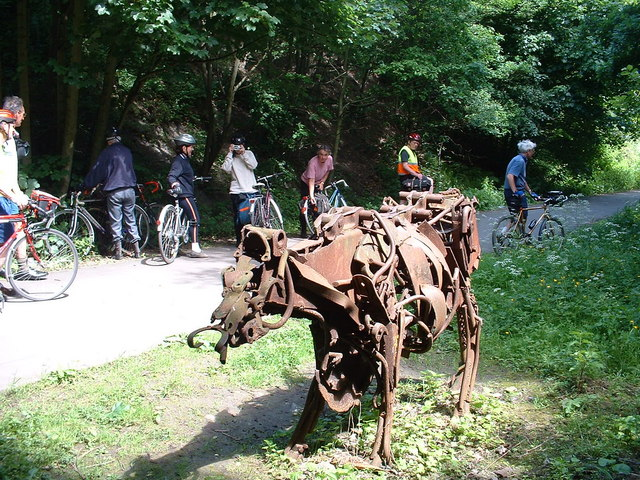
Beamish Shorthorn (1989/90)
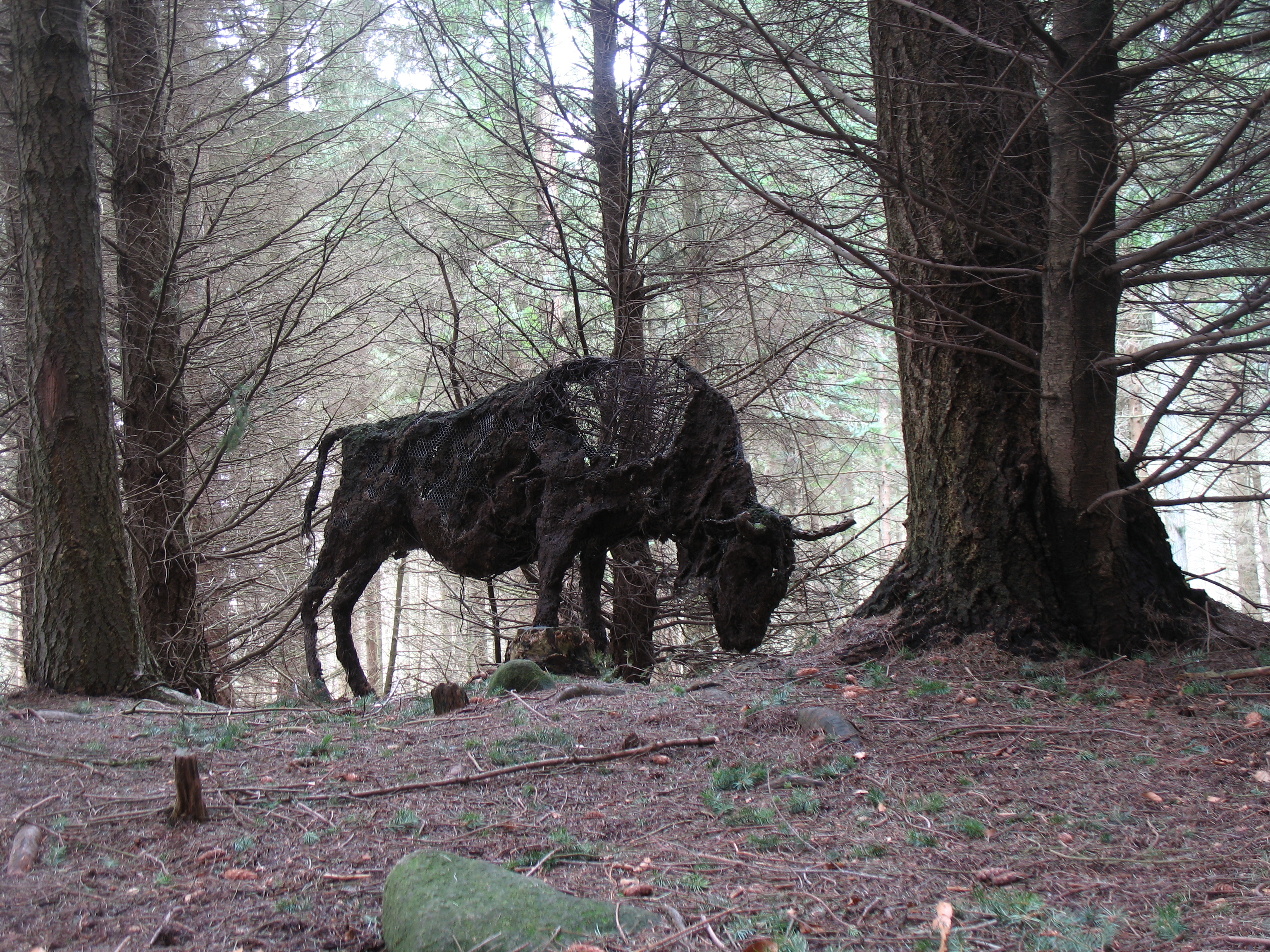
European Bison (1994/95)
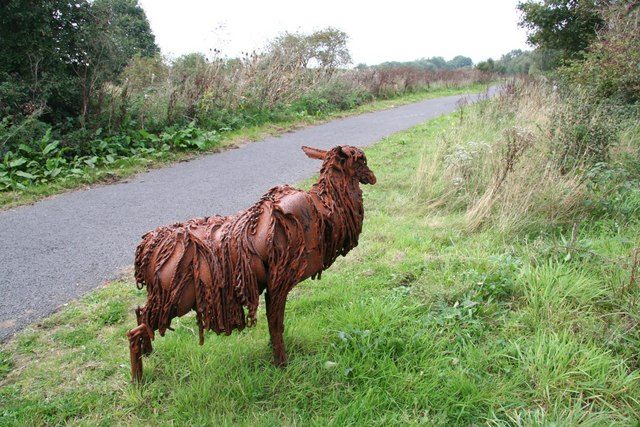
Lincolnshire Longwool bij Lincoln
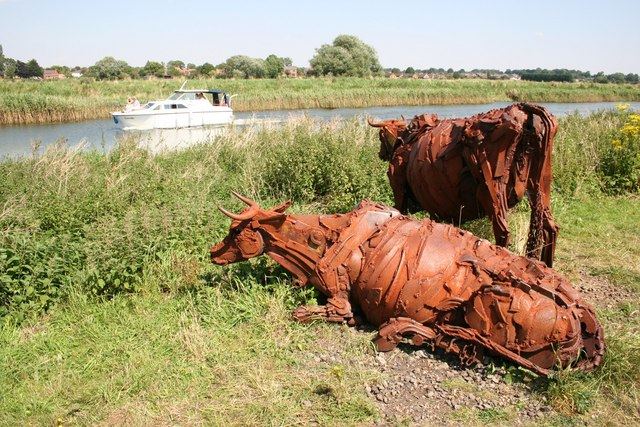
Lincolnshire Reds (2006)
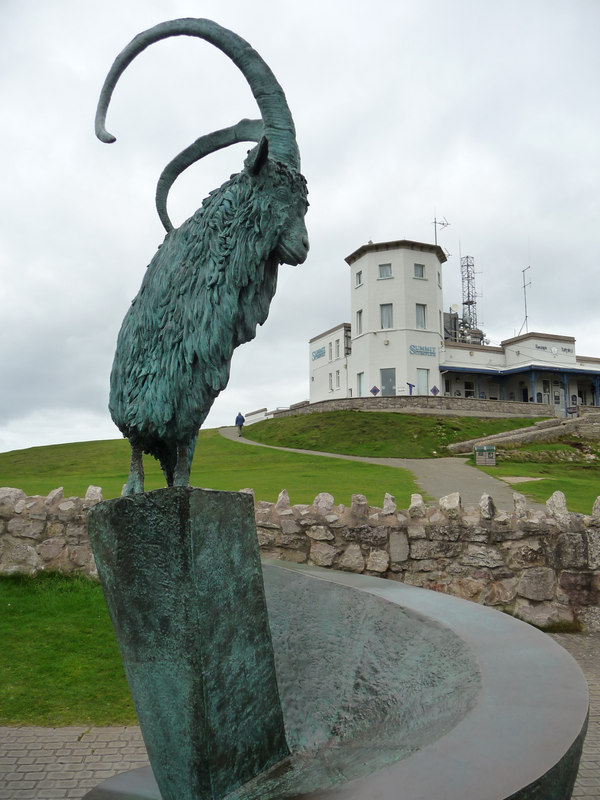
Kashmir Goat, Great Orme
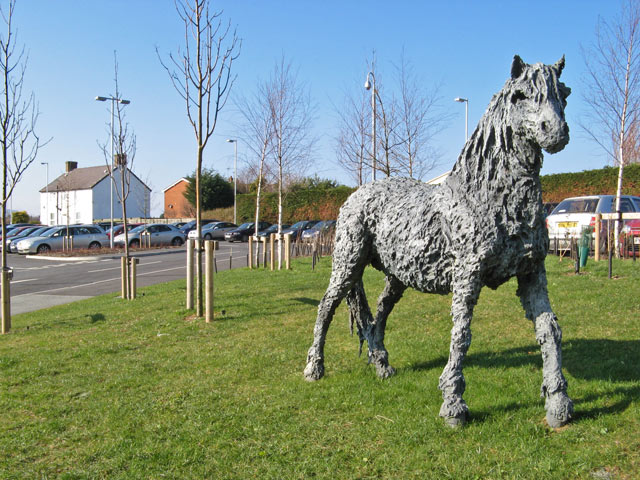
Welsh Mountain Pony, Llandudno